# Torrebaja
Torrebaja, en castillan et officiellement (Torre Baixa en valencien), est une commune d'Espagne de la province de Valence dans la Communauté valencienne. Elle est située dans la comarque du Rincón de Ademuz et dans la zone à prédominance linguistique castillane.

## Géographie

Localisation de Torrebaja
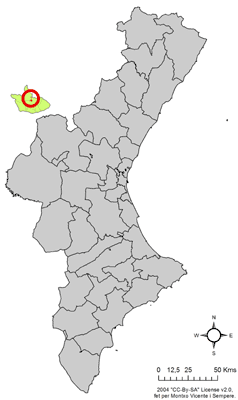
dans la Communauté valencienne.
dans la comarque du Rincón de Ademuz.

Située sur la rive droite du fleuve Guadalaviar (nom du fleuve Turia à la région) ou Turia. Elle limite au nord et à l'ouest avec Castielfabib, et à l'est et au sud avec Ademuz. Son terme municipal a à peine 4,7 km2, et elle se trouve au confluent du fleuve et de son affluent Ebrón. Jusqu'en 1995, sa superficie municipale était encore plus petite puisqu'elle ne mesurait que 2,84 km2 et qu'elle avait une petite enclave de 0,65 km2 au nord du village, Torrealta, à droite du fleuve Guadalaviar. En 1995, le gouvernement de Valence a ajouté le quartier de Los Pajares de Castielfabib à cette municipalité.

## Histoire
Autrefois ce village a reçu différentes dénominations, telles que la Torre de Castelblanque, la Torre Fondonera et la Torre del Villar de Orchet, c'était un seigneurie alfonsino fondé par la famille Castilblanque. Cette famille était originaire d'Aragon et possède plusieurs seigneuries à la frontière d'Aragon avec le Rincón de Ademuz, ainsi que divers terrains à Castielfabib. Sur des terres qu'ils possédaient près du fleuve Guadalaviar au XVIe siècle, ils ont fondé le village de Torrebaja. En fait, selon divers témoignages qui apparaissent dans un processus de 1610, au début du XVIe siècle il n'y avait que trois ou quatre maisons, et plus tard la famille Ruiz de Castelblanque en construisit beaucoup d'autres qui cédèrent aux paysans de leurs terres, jusqu'à ce qu'ils atteignent 15 nécessaire pour obtenir la juridiction alfonsina, c'est-à-dire, la juridiction civile et une partie de la juridiction criminelle.
Au cours du XVIIe siècle, il y a de nombreuses poursuites entre le seigneur de Torrebaja et les villages de Castielfabib et Ademuz. En 1609, Torrebaja avait 37 maisons. Par la suite il y a un déclin de la population: en 1646 28 voisins, 1692 18 voisins. Au milieu du XVIIIe siècle il y a une reprise démographique, atteignant 181 habitants en 1768, et en 1794, selon Cavanilles 273 habitants.
Au XVIIIe siècle, le seigneurie de Torrebaja devint dépendante du baron d'Andilla.
Le XIXe siècle a vu l'abolition de la seigneurie et l'agrégation de Torrealta par le décret de 1841, selon lequel les municipalités de moins de 30 habitants devaient rejoindre la municipalité la plus proche, de sorte que Torrebaja augmentera sa zone municipale et elle aura une nouvelle noyau, Torrealta. Tous les deux ont continué à appartenir à la seigneurie territoriale du Baron d'Andilla. En 1856 le seigneur de Torrebaja a vendu aux voisins tous les droits sur les maisons et la terre de la population, en disparaissant définitivement la domination territoriale. Selon Madoz Torrebaja avait "environ 100 maisons (avec 330 habitants), école d'enfants doués de 1100 reals, église paroissiale (Santa Marina) servie par un prêtre, et un sacristain que le curé nomme, et un cimetière ".

## Démographie
Au cours de la période contemporaine, il a été la population la plus stable du Rincón de Ademuz du point de vue démographique, mais il y a eu malgré tout une importante émigration vers Valence et la Catalogne. En effet, sa population est passée de 898 habitants de 1900 à 457, soit près de la moitié en 2000, contrairement à d'autres villes de la région qui ont perdu les trois quarts de leur population.

## Économie
Son économie est basée sur l'agriculture et l'élevage. La plus grande partie de la zone municipale est une plaine irriguée par le fleuve Guadalaviar et ici on cultive des légumes et des arbres fruitiers, en particulier des pommiers.